# 董德元 (宋朝)
董德元（1096年—1163年），字体仁，吉州永丰县（今江西省永丰县）人，宋朝官员。宋高宗年间为参知政事。
董德元少年时乡举中魁，多次于应试礼部不第，特奏名，补文学。初任道州宁远主簿。五十三岁时，登绍兴十八年（1148年）进士一甲第二名。为签书镇南军节度判官。宋高宗绍兴二十一年（1151年），由签书镇南军节度判官厅公事除秘书省正字。绍兴二十三年（1153年）为校书郎。绍兴二十四年（1154年）为监察御史，历任殿中侍御史兼崇政殿说书、侍讲、中书舍人、吏部侍郎。绍兴二十五年（1155年）被秦桧援引，官至参知政事。他因为谄媚秦桧升官，秦桧死后。十二月，罢为资政殿学士，提举江州太平兴国宫。宋孝宗隆兴元年（1163年）董德元卒，时年六十八岁。今存词 《柳梢青》一首。